# Охудно (Мазовецьке воєводство)
Охудно (пол. Ochudno) — село в Польщі, у гміні Жонсьник Вишковського повіту Мазовецького воєводства.
Населення — 519 осіб (2011).
У 1975-1998 роках село належало до Остроленцького воєводства.

## Демографія
Демографічна структура станом на 31 березня 2011 року:
|          | Загалом | Допрацездатний вік | Працездатний вік | Постпрацездатний вік |
| -------- | ------- | ------------------ | ---------------- | -------------------- |
| Чоловіки | 260     | 58                 | 169              | 33                   |
| Жінки    | 259     | 58                 | 141              | 60                   |
| Разом    | 519     | 116                | 310              | 93                   |